# Eric Roberson
Eric Roberson (* 18. Juni 1986) ist ein ehemaliger US-amerikanischer Tennisspieler.

## Karriere
Roberson spielte zwischen 2003 und 2013 auf einigen wenigen Turnieren der ITF Future Tour und der ATP Challenger Tour.
2013 spielte er New York bei den US Open im Mixed dank einer Wildcard sein einziges Match auf der ATP World Tour. Mit Yasmin Schnack als Partnerin verlor er in der Auftaktrunde gegen Janette Husárová und Filip Polášek mit 4:6, 6:7 (3:7).
Er konnte sich nie in der Weltrangliste platzieren.